# Данај Гарсија
Данај Гарсија (шп. Danay García; рођена 5. јула 1984. у Хавани, Куба) је кубанска глумица. Гарсија тренутно игра улогу Софије Луго у серији Бекство из затвора.